# Rendezvous (альбом)
Rendezvous — седьмой студийный альбом американской рок-группы Luna. Он был выпущен 26 октября 2004 года на лейбле Jetset Records.

## История
«The Owl and the Pussycat» — музыкальная адаптация поэмы английского художника и поэта Эдварда Лира. «Astronaut» — переработанная версия одноимённой песни, появившейся на мини-альбоме Close Cover Before Striking. Альбом был записан вживую на аналоговый двухдорожечный диск, с минимальным дублированием.

## Отзывы
| Совокупная оценка          | Совокупная оценка |
| Источник                   | Оценка            |
| -------------------------- | ----------------- |
| Metacritic                 | 74/100            |
| Оценки критиков            |                   |
| Источник                   | Оценка            |
| AllMusic                   | [ 3 ]             |
| Christgau's Consumer Guide | [ 4 ]             |
| Drowned in Sound           | 8/10              |
| Entertainment Weekly       | B+                |
| Pitchfork Media            | 7.3/10            |
| Rolling Stone              | [ 8 ]             |
| Spin                       | B+                |
| Tiny Mix Tapes             | 4/5               |

Альбом получил положительные отзывы музыкальных критиков. Джеймс Кристофер Монгер из AllMusic считает, что «На своём седьмом и последнем — по словам Дина Уэрхэма — сборнике двухаккордных гимнов с вялыми социальными наблюдениями и тихими извращёнными призывами ветераны дрим-попа Luna мало что делают, чтобы закрепить свои отпечатки в истории рок-н-ролла. Записанные в студии живьём, гипнотическая гитарная игра Уорехама и Шона Идена звучит глубже, чем на предыдущих работах, и прекрасно дополняет язвительные, богемные высказывания певицы, но даже такие выдающиеся треки, как зажигательная „Speedbumps“, тоскливая „Still at Home“ и пышная „Broken Chair“ — последняя посвящена недавним заходам группы в альт-кантри — кажется, обречены упасть с самого диска, вылезти в окно и отправиться обратно к своему создателю».

## Список композиций
Вся музыка группы Luna; слова написаны Dean Wareham, кроме обозначенных.
1. «Malibu Love Nest» — 4:31
2. «Cindy Tastes of Barbecue» — 4:09
3. «Speedbumps» — 3:06
4. «The Owl and the Pussycat» (Eden, Wareham) — 3:49
5. «Astronaut» (Lee Wall, Wareham) — 4:06
6. «Broken Chair» (Eden) — 3:56
7. «Star-Spangled Man» (Wall, Wareham) — 5:13
8. «Motel Bambi» — 4:29
9. «Still at Home» (Eden) — 5:12
10. «Buffalo Boots» — 3:29
11. «Rainbow Babe» — 3:22